# برونوآ
شهر برونوآ (به فرانسوی: Brunoy) در شهرستان اسون در ناحیه ایل-دو-فرانس با جمعیت ۲۵٬۸۵۶ نفر در کشور فرانسه واقع شده‌است